# Emanuele Formichetti
Emanuele Formichetti (Rieti, 28 maggio 1983) è un lunghista italiano.

## Biografia
Detiene un primato di 8,10 m ottenuto agli Assoluti di Grosseto il 30 giugno 2010, allorché si classificò 2º alle spalle del campione d'Italia Andrew Howe che saltò 8,16 m.

## Palmarès
| Anno | Manifestazione | Sede       | Evento         | Risultato | Prestazione | Note |
| ---- | -------------- | ---------- | -------------- | --------- | ----------- | ---- |
| 2010 | Europei        | Barcellona | Salto in lungo | 16º       | 7,91 m      |      |

## Campionati nazionali
2007
- Argento ai campionati italiani assoluti di atletica leggera, salto con l'asta - 5,10 m

2010
- Argento ai campionati italiani assoluti di atletica leggera, salto in lungo - 8,10 m

2011
- Argento ai campionati italiani assoluti di atletica leggera indoor, salto in lungo - 7,70 m

2012
- Bronzo ai campionati italiani assoluti di atletica leggera indoor, salto in lungo - 7,78 m

2013
- Bronzo ai campionati italiani assoluti di atletica leggera indoor, salto in lungo - 7,65 m